# Veitenhäuser
Veitenhäuser ist ein Ortsteil der Stadt Treuen im sächsischen Vogtlandkreis. Die Siedlung gehörte ursprünglich zur selbstständigen Gemeinde Perlas, die am 13. Juli 1931 in Veitenhäuser umbenannt und am 1. Juli 1950 nach Treuen eingemeindet wurde.

## Geografie

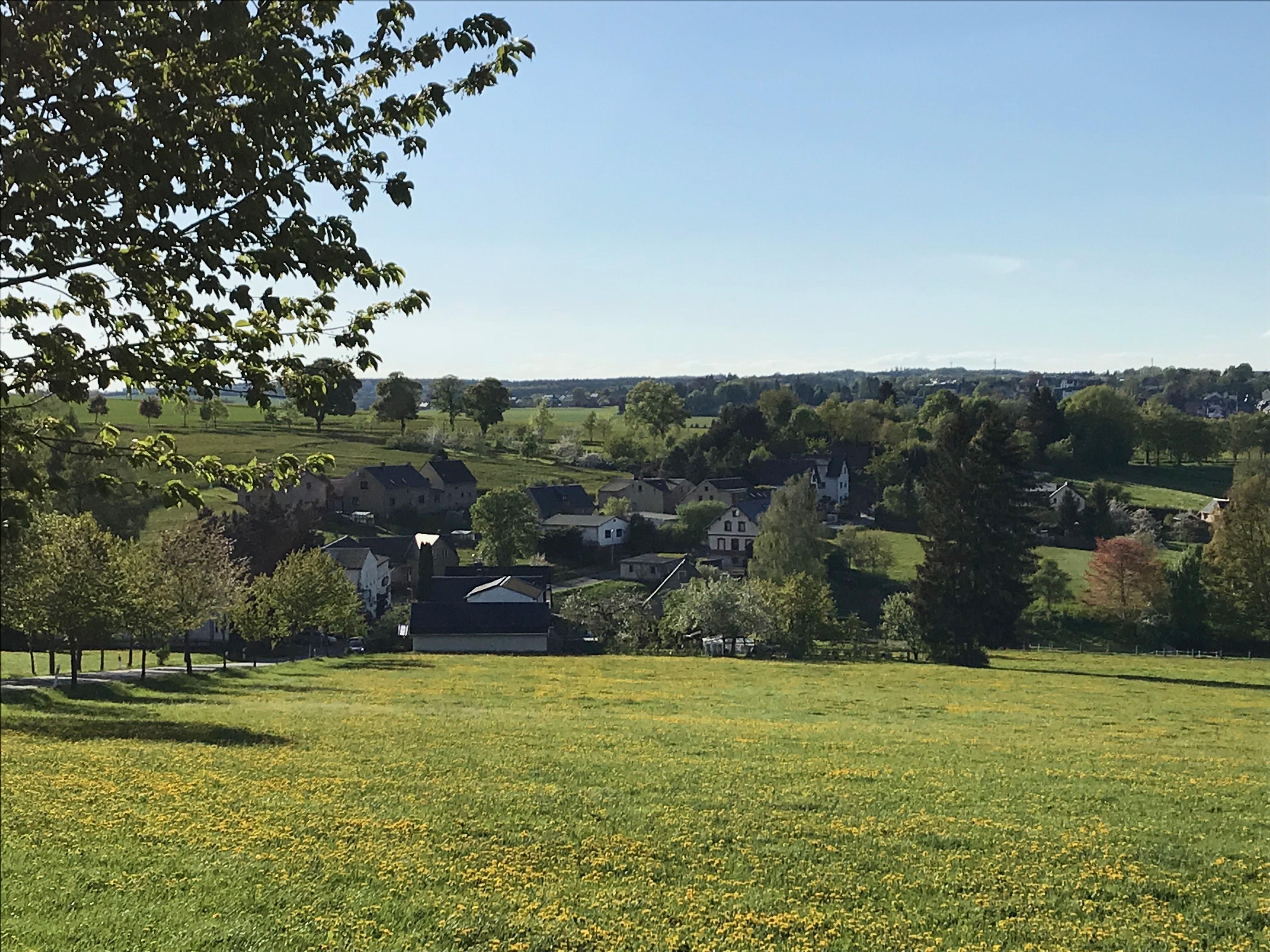
Ortsansicht Veitenhäuser

### Lage
Veitenhäuser liegt südöstlich von Treuen im Osten des Naturraumes Vogtland im sächsischen Teil des historischen Vogtlands. Die Siedlung liegt im Tal der Treba, die über die Trieb in die Weiße Elster entwässert.

### Nachbarorte
| Treuen    | Perlas                                      | Buch          |
|           | Kompassrose, die auf Nachbargemeinden zeigt |               |
| Mahnbrück |                                             | Schreiersgrün |

## Geschichte
Die Siedlung ist seit jeher unter dem Namen bekannt. Frühere Schreibungen sind: Veitenhaͤuser (1791), Veiten Häuser (1821–31) bzw. auch Veitshäuser (1875).
Die Streusiedlung Veitenhäuser südöstlich von Treuen wurde im Jahr 1791 von einem Bewohner namens Veit gegründet. Im 19. Jahrhundert existierte an der Treba der „Veitenhäuser Hammer“. Das Hammerwerk wurde 1830 geschlossen. Die seit jeher zu Perlas gehörige Siedlung Veitenhäuser lag bis 1856 im kursächsischen bzw. königlich-sächsischen Amt Plauen. 1856 wurde der Ort dem Gerichtsamt Treuen und 1875 der Amtshauptmannschaft Auerbach angegliedert.
Die Gemeinde Perlas, in deren Flur die Siedlung Veitenhäuser lag, wurde am 13. Juli 1931 in Veitenhäuser umbenannt und am 1. Juli 1950 nach Treuen eingemeindet. Durch die zweite Kreisreform in der DDR kam Veitenhäuser als Ortsteil der Stadt Treuen im Jahr 1952 zum Kreis Auerbach im Bezirk Chemnitz (1953 in Bezirk Karl-Marx-Stadt umbenannt), der ab 1990 als sächsischer „Landkreis Auerbach“ fortgeführt wurde und 1996 im Vogtlandkreis aufging. Heute ist der Ortsteil vor allem eine Wohnsiedlung. Im Ort liegt der Landgasthof Veitenhäuser.
| Jahr      | 1834 | 1871 | 1890 | 1939 | 1946 |
| --------- | ---- | ---- | ---- | ---- | ---- |
| Einwohner | 71   | 119  | 108  | 342  | 351  |

## Verkehr
Durch Veitenhäuser verläuft die Staatsstraße 298.
Der Ort wird im Stundentakt mit der PlusBus-Linie 60 des Verkehrsverbunds Vogtland bedient. Diese verbindet Veitenhäuser mit Treuen, Auerbach und Rodewisch.